# Passiflora cerradensis
Passiflora cerradensis je biljka iz porodice Passifloraceae. Ovaj naziv nije prihvaćen i brisan je s popisa vrsta roda Passiflora.